# 파자마상어
파자마상어(Poroderma africanum, 영어: pajama shark)는 두툽상어과에 속하는 상어의 일종으로, 남아프리카 연안에 서식하는 고유종이다. 몸에 뚜렷한 어두운 줄무늬가 있어 마치 줄무늬 파자마를 입은 듯한 외형을 가지고 있으며, 이 독특한 외형에서 이름이 유래되었다.

## 형태

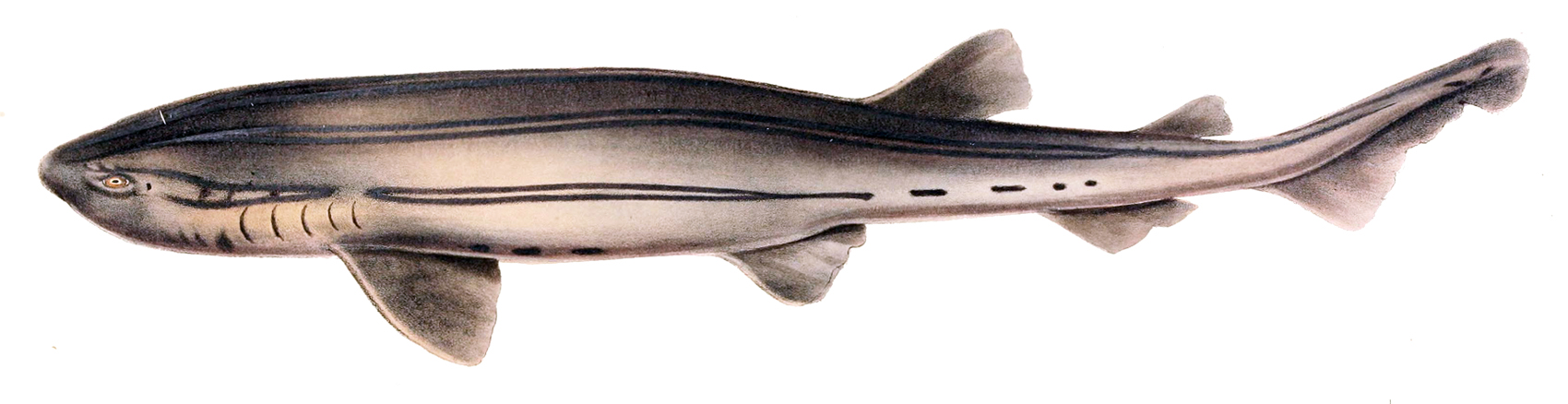
파자마상어의 측면 모습.from Illustrations of the Zoology of South Africa (1838)

파자마상어는 최대 길이 약 1.1미터, 무게는 7.9kg 이상 까지 성장하며, 몸 전체에 어두운 줄무늬가 세로로 뚜렷하게 나 있다. 등은 회색 또는 갈색빛을 띠며, 줄무늬와의 대비가 강해 눈에 잘 띈다.
머리와 주둥이는 짧고 아래 위로 약간 납작하며 위나 아래에서 볼 때 좁은 포물선을 그린다. 콧구멍은 입구와 출구가 피부 편에 의해 분리되어 있다. 콧구멍 앞에 붙은 이 피부 편은 3가닥 모양이며 가운데 엽(葉)이 가장 길고 원추형으로 생긴 수염이다. 이 수염은 같은 속의 레오파드 캣샤크(Poroderma pantherinum, 영어:Leopard catshark )의 수염보다 굵으며 입에 닿지는 않는다.
눈은 옆으로 타원형이며 약간 머리의 위쪽으로 치우쳐 위치한다. 눈에 덜 발달한 순막(눈을 보호하는 제3의 눈꺼풀)이 있고 눈 아래에 두터운 융기부가 있다. 입은 크며 가로로 아치형이다. 입 양 코너에 짧은 패인 홈이 있다. 입을 다물어도 위 이빨은 밖으로 나온다. 이빨 열은 위턱에 18-25, 아래턱에 14-24개가 있다. 이빨의 중심부 끝에 가는 교두(cusp/뾰족 부)가 있고 양 옆구리에 작은 소교두(cusplet)가 1개씩 있다.
몸체는 측편되어 있고 꼬리로 갈수록 가늘어진다. 두 등지느러미는 몸의 뒤쪽으로 멀리 위치한다. 제1등지느러미가 제2등지느러미보다 훨씬 크다. 가슴지느러미가 크고 넓다. 수컷 성어의 두 가닥 성기(Clasper)는 굵으며 배지느러미의 안쪽이 성기의 위와 유합되어 에이프런(apron)을 형성해 준다. 꼬리지느러미는 짧고 폭은 넓으며 하엽이 불분명하고 상엽의 끝 쪽 가까이에 V각(notch)이 있다. 피부는 아주 두껍고 석회화가 잘된 피부치가 깔려있다. 각 피부치는 화살촉 모양의 왕관이 씌워져 있고 그 뒤에 3개의 작은 “뾰족 부”가 붙어있다.

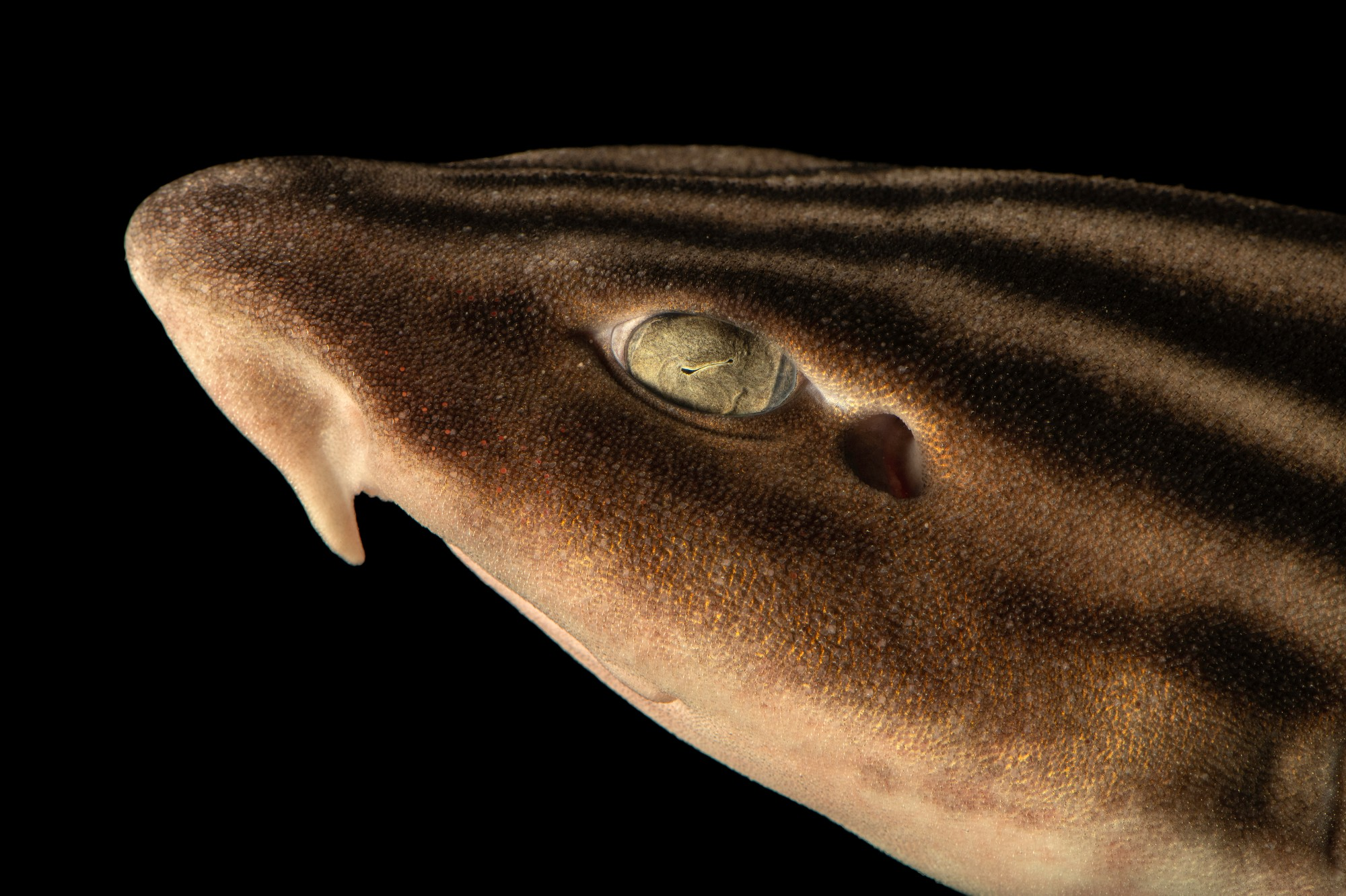
파자마상어(Poroderma africanum, 영어: pajama shark)의 얼굴.

등의 바탕색은 회색이나 브라운 색 사이에서 다양하며 주둥이에서부터 꼬리자루까지 5개 내지 7개의 검은 띠 줄이 병행하고 있다. 이 줄들은 미병부(꼬리자루)와 복부에 가까운 위치에서 끊어져 있다. 어떤 개체들은 주된 띠(main stripe)가 눈 뒤에서 포크(fork)처럼 갈라져 있다. 줄은 줄 가운데에 약간 밝은 부분이 있어 두 줄로 갈라진 것처럼 보이는 것도 있고 하나 또는 몇 개의 검은 점일 때도 있다. 배쪽은 희며 가끔 회색 점들이 있기도 한다. 옆구리 색과 배의 색은 경계선이 뚜렷하다. 어린 개체는 성어와 닮았지만 바탕색이 더 밝고 줄의 색이 더 검다. 알비노(albino) 개체가 발견된 적이 있다.

## 분포 및 서식지

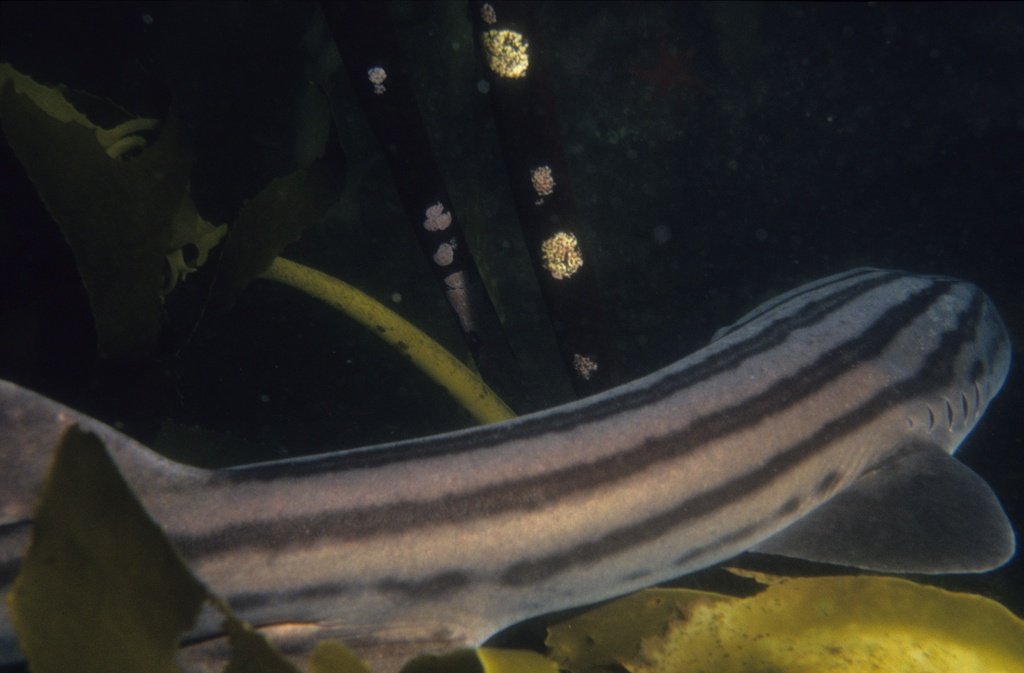
다시마 침대는 파자마상어가 선호하는 서식지이다.

이 종은 대서양 남동부 남아프리카 고유종(endemic species)으로, 케이프 주의 테이블 베이(Table Bay)에서부터 북으로 이스트 런던(East London) 까지 분포하며 더 넓게 잡으면 서쪽은 살다나 베이(Saldanha Bay) 까지 동쪽 위는 콰줄루 나탈(KwaZulu-Natal) 주까지 발견될 수 있다. 모리셔스(Mauritius), 마다가스카르, 자이르(Zaire)까지 분포한다는 기록은 틀린 것으로 정리되었다.
조간대 얕은 수심에서부터 100미터 수심까지 바위 지대, 해조류 숲, 모래 바닥 등에 서식하는 저서성 종이다.

## 생태
파자마상어는 수영 속도가 느리며 낮에는 굴이나 틈 또는 해초 밭에 누워 있다가 밤에 먹이 활동을 한다.  군집하는 행태를 보이며 특히 여름에는 한 장소에 매우 많은 개체 수가 모인다. 파자마 상어를 가장 많이 잡아먹는 포식자는 브로드노즈세븐질샤크(Notorynchus cepedianus, 영어: broadnose sevengill shark)이다. 위협을 받으면 몸을 동그랗게 만들고 꼬리로 머리를 가리는데 이는 샤이샤크(Haploblepharus, 영어: shysharks)들의 행동과 비슷하다.
파자마 상어는 멸치, 성대, 대구, 먹장어, 작은 상어, 가오리, 물고기 알, 갑각류, 두족류, 패류, 갯지렁이 기타 버려진 물고기의 내장 등을 포식하며, 오징어와 문어의 다리를 문 다음 자신의 몸을 돌려 떼어먹는다. (이런 방법으로 3마리의 파자마 상어가 동시에 한 문어를 공격하는 것이 목격된 사례가 있다.) 오징어가 몰려와 해저 바닥에 알을 산란하는 계절에는 야행성인 파자마 상어들이 낮 시간에도 이곳에 모여들어 오징어들의 알 밭에 잠복한다. 오징어 알 덩어리 밑에 머리를 감추고 있다가 산란하러 내려오는 오징어를 기습 공격한다.

## 번식

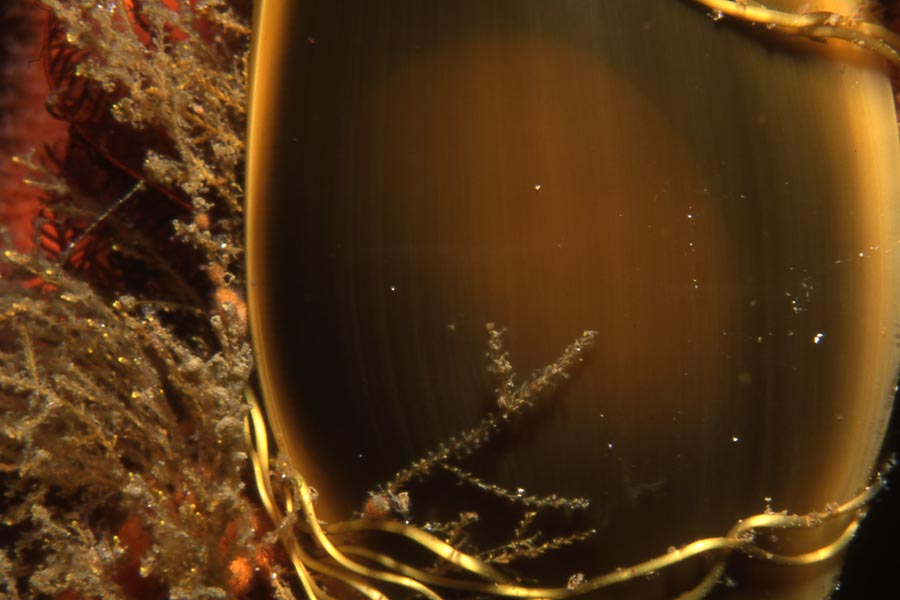
암컷 파자마상어가 낳은 짙은 갈색의 알집. 바다 바닥의 구조물에 붙어 있다.

알은 딱딱한 껍질로 둘러싸여 있으며, 알집에는 가느다란 섬유질이 있어 주변에 부착되기 쉽다. 부화까지는 약 5~6개월이 소요된다. 파자마상어는 난생이며 알을 바위나 해조류 같은 물체에 붙여 낳는다. 연중 때 없이 짝짓기 하고 알도 때 없이 수시로 낳는다. 암컷은 한 개의 난소와 두 개의 난관을 가지고 있으며 각 난관에 한 개 씩의 알만 배란한다. 알은 사각형이며 짙은 갈색이고 크기는 9.5-4.5cm이다. 알 케이스 코너에 접착성 덩굴손이 있어 이것으로 해저 물체에 알을 붙인다. (파자마 상어의 알은 쇠고둥류의 먹이가 된다. 쇠고둥은 알의 껍질에 구멍을 내고 속의 난황을 빨아먹는다.) 수족관에서 관리되는 알 약 5개월 만에 부화하며, 부화한 상의 길이는 약 14-15cm이다. 약 78-83cm 길이에서 성숙하기 시작하여 길이가 대 89cm에 이르면 성체가 된다.

## 보전 상태
파자마상어는 사람에게 위해를 가하지 않지만 다이버가 물속에서 접근하는 것은 피한다. 크기가 작고 외관이 매력적이며 생존력도 좋아서 아쿠아리움에서 많이 전시하고 있다. 많은 수의 파자마상어가 상업 어업에서 우연히 잡힌다. 또한 특히 여름철 취미 낚시꾼들 에게도 쉽게 낚인다. 식용으로도 가능하지만 하지만 대부분은 버려지고 일부는 바다가재 미끼로 사용된다.
국제자연보전연맹(IUCN)은 파자마상어를 "관심 필요(Least Concern)" 등급으로 지정했다. 현재까지는 직접적인 위협 요소가 많지 않지만, 서식지 파괴와 지역 어업의 영향 가능성은 계속해서 모니터링되고 있다.